# 新青林业局
新青林业局是一个位于中华人民共和国黑龙江省伊春市丰林县的类似乡级单位，亦是黑龙江伊春森工集团所属的一个林业局。
新青林业局地处小兴安岭中段的西南坡。施业区总面积289780公顷，森林覆被率83.4%。

## 行政区划
新青林业局下辖以下单位：
红林经营所、松林林场、泉林林场、水源林场、笑山林场、汤林林场、桦林经营所、青林林场、结源林场、北沟林场、南沟林场、乌拉嘎经营所、柳树河林场和北影林场。